# Стукамбис
Стукамбис — мыс на западном берегу острова Сахалин. Административно входит в Сахалинскую область России. Находится на юге Углегорского муниципального района.

## Описание

Мыс Стукамбис

Мыс представляет собой вулканогенное образование. Имеет вид холма со скалистыми обрывами темного цвета, высотой около 100 метров. С его южной стороны в Татарский пролив стекает небольшой водопад. Мыс окаймлен обсыхающими камнями, которые отходят от берега в пролив на расстояние до 180 метров.
Буйное вулканическое прошлое этой местности отразилось во внешнем виде побережья пролива. Мыс Стукамбис своими формами напоминает старинный замок, вознёсший свои башни на высоту 96 метров.
Рядом с мысом находится небольшой скалистый островок — кекур, который в обиходе называется Дракончиком. Его горные породы также магматического происхождения, но не излившиеся, а глубинные, похожие на темный мрамор.

## Фауна
Мыс Стукамбис, а также островок — кекур, является местом гнездования редкого подвида японского баклана, занесённого в Красную книгу. На кекуре также располагается колония чернохвостой чайки. В окрестностях мыса находятся также береговые репродуктивные лежбища сивучей.

## Интересные факты
Из статьи „Ламанон“ Энциклопедического словаря Брокгауза и Ефрона может следовать, что мыс Стукамбис — то же, что и мыс Ламанон (в статье ЭСБЕ второе название мыса Ламанон приведено в написании Стукамбес). На самом деле это два разных мыса, Стукамбис находится южнее Ламанона по побережью Татарского пролива.